# Pedralbes Circuit
Pedralbes Circuit – nieistniejący już tor uliczny o długości 6,316 km w pobliżu Barcelony.
Został otworzony w 1946 roku na zachodnich przedmieściach, w sąsiedztwie Pedralbes. Trasa zawierała szerokie ulice i rozszerzające się, rozległe zakręty. Kierowcy i fani uwielbiali ten tor. Pedralbes Circuit było gospodarzem dwóch Grand Prix Hiszapnii Formuły 1 w 1951 i 1954 roku, ale katastrofa podczas wyścigu 24-godzinnego Le Mans w 1955 roku spowodowała zaostrzenie reguł bezpieczeństwa, przez co tor został całkowicie wycofany z użytku.

## ZwycięzcyGrand Prix Hiszpaniina torze Pedralbes Circuit
| Sezon | Kierowca           | Zespół     |        |
| ----- | ------------------ | ---------- | ------ |
| 1951  | Juan Manuel Fangio | Alfa Romeo | Wyniki |
| 1954  | Mike Hawthorn      | Ferrari    | Wyniki |